# Грифид ап Луелин
Грифит ап Луелин (вел. Gruffydd ap Llywelyn, 1010–1063) био је једини велшки краљ у историји који је, накратко, успео да уједини цео Велс.

## Историја
Упркос покушајима уједињења келтских краљевина Велса под краљевима Родријем Великим (844–877) и Хоуелом Добрим (910–950), велшка држава се под притиском суседних англосаксонских краљевина распала већ у другој половини 10. века. Грифит ап Луелин, наследник краљевине Гвинет и пра-праунук Хоуела Доброг, успео је поново да уједини Велс у периоду од 1039. до 1063. Међутим, његова експанзија у правцу саксонске Мерсије довела је до противофанзиве Саксонаца под краљем Харолдом Гудвинсоном, и пада јужног Велса под власт Саксона уочи инвазије Нормана на Енглеску (1066).
После битке код Хестингса и пада англосаксонске Енглеске под власт Нормана (1066), Виљем Освајач је већ око 1070. загосподарио граничним областима Велса и претворио их у марке, али су унутрашње области Велса остале, у суштини, независне.